# Nyängestjärnen, Norrbotten
Nyängestjärnen är en sjö i Älvsbyns kommun i Norrbotten och ingår i Piteälvens huvudavrinningsområde.